# Wybory Paytona Hobarta
Wybory Paytona Hobarta (tytuł oryginalny: The Politician) – amerykański serial komediowy, stworzony przez Ryana Murphy’ego, Brada Falchuka i Iana Brennana. Pierwszy sezon został udostępniony 27 września 2019 roku za pośrednictwem platformy Netflix. Druga seria, na tej samej platformie, pojawiła się 19 czerwca 2020 roku.

## Fabuła
Głównym bohaterem jest Payton Hobart, uczeń liceum w Santa Barbara, który postanawia zostać przewodniczącym samorządu uczniowskiego i prezydentem Stanów Zjednoczonych. Rozpoczyna w szkole kampanię wyborczą.

## Produkcja
5 lutego 2018 roku platforma Netflix ogłosiła powstanie serialu i zamówienie od razu dwóch jego sezonów. Uprzednio rywalizowała o prawa do niego z Hulu i Amazonem. Twórcami serialu są Ryan Murphy, Brad Falchuk i Ian Brennan, którzy wraz z Benem Plattem są jego producentami wykonawczymi. Serial produkują wytwórnie Fox 21 Television Studios i Ryan Murphy Productions. Wybory Paytona Hobarta są piątym serialem stworzonym przez Murphy’ego i Falchuka, zaraz po Glee, American Horror Story, 9-1-1 i Pose. Brennan był również współtwórcą Glee. 22 marca 2019 roku Netflix ogłosił, że pierwszy sezon zostanie udostępniony 27 września tego samego roku.

### Dobór obsady
5 lutego 2018 roku Netflix, ogłaszając powstanie serialu, potwierdził obsadzenie w głównej roli Bena Platta. Ponadto trwały rozmowy z Barbrą Streisand i Gwyneth Paltrow w sprawie dołączenia do głównej obsady. 16 lipca zostało ogłoszone obsadzenie Zoey Deutch, Lucy Boynton, Laura Dreyfuss i Rahne Jones, a 11 października dodatkowo Dylana McDermotta. 4 listopada ukazał się wywiad ze Streisand w „The New Yorker”. Aktorka przyznała, że odrzuciła propozycję udziału w serialu ze względu na prace nad albumem Walls, a jej rolę otrzymała Jessica Lange. 3 grudnia McDermott powiedział w wywiadzie dla stacji radiowej Sirius XM, że January Jones zagra żonę jego bohatera. 23 marca 2019 roku Murphy ogłosił całą główną obsadę. Dodał także, że Judith Light i Bette Midler wystąpią w serialu w rolach gościnnych.

## Obsada i bohaterowie
Źródło:

### Role główne
- Ben Platt jako Payton Hobart
- Zoey Deutch jako Infinity Jackson
- Lucy Boynton jako Astrid Sloan
- Bob Balaban jako Keaton Hobart
- David Corenswet jako River Barkley
- Julia Schlaepfer jako Alice Charles
- Laura Dreyfuss jako McAfee Westbrook
- Theo Germaine jako James Sullivan
- Rahne Jones jako Skye Leighton
- Benjamin Barrett jako Ricardo
- Jessica Lange jako Dusty Jackson
- Gwyneth Paltrow jako Georgina Hobart

### Role drugoplanowe
- Ryan J. Haddad jako Andrew Cashman
- Trevor Mahlon Eason jako Martin Hobart
- Trey Eason jako Luther Hobart
- Martina Navratilova jako Brigitte
- Dylan McDermott jako Theo Sloan
- January Jones jako Lizbeth Sloan

### Role gościnne
- Rick Holmes jako Cooper
- B.K. Cannon jako Kris
- Eric Nenninger jako policjant
- Russell Posner jako Elliot Beachman
- Terry Sweeney jako Buddy Broidy
- Judith Light jako Dede Standish
- Sam Jaeger jako Tino
- Joe Morton jako Marcus
- Teddy Sears jako William
- Jackie Hoffman jako Sherry Dougal
- Bette Midler jako Hadassah Gold

## Lista odcinków

### Sezon 1[12]
| Nr | Tytuł                              | Tytuł oryginalny                           | Reżyseria             | Scenariusz                             | Kod produkcji |
| -- | ---------------------------------- | ------------------------------------------ | --------------------- | -------------------------------------- | ------------- |
| 1  | Pilot                              | Pilot                                      | Ryan Murphy           | Ryan Murphy, Brad Falchuk, Ian Brennan | 1BAC01        |
| 2  | Komoda Harrington                  | The Harrington Commode                     | Ryan Murphy           | Ryan Murphy, Brad Falchuk, Ian Brennan | 1BAC02        |
| 3  | Październikowa niespodzianka       | October Surprise                           | Janet Mock            | Ryan Murphy, Brad Falchuk, Ian Brennan | 1BAC03        |
| 4  | Zaginiona dziewczyna               | Gone Girl                                  | Helen Hunt            | Ryan Murphy, Brad Falchuk, Ian Brennan | 1BAC04        |
| 5  | Wyborca                            | The Voter                                  | Ian Brennan           | Ryan Murphy, Brad Falchuk, Ian Brennan | 1BAC05        |
| 6  | Zamach na Paytona Hobarta          | The Assassination of Payton Hobart: Part 1 | Gwyneth Horder-Payton | Ian Brennan                            | 1BAC06        |
| 7  | Zamach na Paytona Hobarta: część 2 | The Assassination of Payton Hobart: Part 2 | Gwyneth Horder-Payton | Ian Brennan, Brad Falchuk              | 1BAC07        |
| 8  | Vienna                             | Vienna                                     | Brad Falchuk          | Brad Falchuk                           | 1BAC08        |

### Sezon 2[12]
| Nr | Tytuł                       | Tytuł oryginalny       | Reżyseria             | Scenariusz                             | Kod produkcji |
| -- | --------------------------- | ---------------------- | --------------------- | -------------------------------------- | ------------- |
| 1  | Nowojorski stan umysłu      | New York State of Mind | Brad Falchuk          | Ryan Murphy, Brad Falchuk, Ian Brennan | 2BAC01        |
| 2  | Świadome wyjście z trójkąta | Conscious Unthroupling | Gwyneth Horder-Payton | Brad Falchuk, Ian Brennan              | 2BAC02        |
| 3  | Skreślam cię                | Cancel Culture         | David Petrarca        | Ryan Murphy, Brad Falchuk, Ian Brennan | 2BAC03        |
| 4  | Desperacki ruch             | Hail Mary              | Tamra Davis           | Brad Falchuk, Ian Brennan              | 2BAC04        |
| 5  | Wyborcy                     | The Voters             | Ian Brennan           | Ian Brennan                            | 2BAC05        |
| 6  | Co kryje urna?              | What's in the Box?     | Tina Mabry            | Brad Falchuk, Ian Brennan              | 2BAC06        |
| 7  | Dzień wyborów               | Election Day           | Gwyneth Horder-Payton | Brad Falchuk, Ian Brennan              | 2BAC07        |

## Nominacje do nagród

### Złote Globy
2020
- Złoty Glob - Najlepszy serial komediowy lub musical
- Złoty Glob - Najlepszy aktor w serialu komediowym lub musicalu  Ben Platt

### GLAAD Media
2020
- GLAAD Media - Najlepszy serial dramatyczny[13]